# Super8 (album)
Super8 è un album del gruppo musicale inglese Archive, pubblicato il 29 aprile 2022. L'album è la colonna sonora del documentario Super 8: A Call To Arms & Angels. Il missaggio è stato effettuato dalla stessa band e da Tim Webster.

## Tracce
1. Super8 (musica: Keeler, Griffiths)
2. Zeitgeist (musica: Keeler, Griffiths)
3. Night People (musica: Keeler, Griffiths, Berrier)
4. Picking Up Pieces (musica: Keeler, Griffiths, Berrier)
5. Fall Outside (musica: Keeler, Griffiths, Quintile)
6. It Is And It Isn't (musica: Griffiths, Keeler, Collins)
7. Digging Holes (musica: Keeler, Griffiths, Pen)
8. Is This Me (musica: Griffiths, Keeler, Mottram, Berrier)
9. My Window (musica: Keeler, Griffiths, Berrier)
10. Throwing Stars (musica: Griffiths, Keeler)

## Formazione
- Darius Keeler - Tastiere, pianoforte, sintetizzatori, effetti sonori, drum machine, programmazione, arrangiamenti, produzione
- Danny Griffiths - Tastiere, sintetizzatori, effetti sonori, drum machine, programmazione, arrangiamenti, produzione
- Dave Pen - Chitarra
- Pollard Berrier - Voce
- Maria Quintile - Voce
- Lisa Mottram - Voce
- Steve "Smiley" Banard - Batteria
- Rich Panrucker - Chitarra